# Ernst Wempe
Ernst Wempe (* 12. Dezember 1881 in Oldenburg; † 27. März 1949 in Schwerin) war ein deutscher Jurist, Bürgermeister in Brake und Oberbürgermeister in Schwerin.

## Leben
Wempe besuchte ein humanistisches Gymnasium und studierte ab 1900 Jura in Marburg und später in Berlin. Die Referendar- und Assessorprüfung legte er in Oldenburg ab. 1911 wurde er in Greifswald mit einer Dissertation zum Thema „Der Erfüllungsort beim Wandlungsanspruche“ promoviert.
Wempe diente 1904/05 als Einjährig-Freiwilliger im Mindenschen Feldartillerie-Regiment Nr. 58 und wurde 1908 Leutnant der Reserve. Im Ersten Weltkrieg leistete er Kriegsdienst an der Westfront und war ein halbes Jahr an der mazedonischen Front. Er wurde zum Hauptmann der Reserve befördert. Wempe erhielt das Eiserne Kreuz I. und II. Klasse sowie das Friedrich-August-Kreuz I. und II. Klasse.
1910 war Wempe in der Handelskammer in Oldenburg tätig. Ab 1911 war er Bürgermeister in Brake. Nachdem er ab 1919 Stadtrat und 1926 Bürgermeister in Schwerin gewesen war, wurde Wempe am 9. Mai 1933 in das Amt des Oberbürgermeisters von Schwerin gewählt, das er bis 1937 ausübte. Er gehörte der NSDAP an. Wempe war Mitglied des Vorstands des Mecklenburgischen Gemeindetages. Im Dezember 1937 wurde er zum Präsidenten der in Schwerin ansässigen Landesversicherungsanstalt Mecklenburg ernannt.